# Soma Szuhodovszki
Soma Szuhodovszki (* 30. Dezember 1999 in Budapest) ist ein ungarischer Fußballspieler.

## Karriere

### Verein
Nachdem er bis 2011 in der Jugend von Újbuda TC gespielt hatte, war er später bis Sommer 2016 in der von MTK Budapest aktiv. Hier ging er zur Saison 2016/17 in den Kader der zweiten Mannschaft über und bekam in der Folgesaison auch im Mai 2018 erstmals für die erste Mannschaft zum Einsatz. Für die Spielzeit 2018/19 folgte dann eine Leihe zu Monor SE, wo er nun einiges an Einsätzen in der Zweiten Mannschaft bekam. Anschließend ging es dann in der nächsten Saison per weiterer Leihe nun zu Tiszakécske LC sowie in der darauf wiederum folgenden zu Győri ETO FC.
Nach seiner nun dritten Leihe, endete sein Vertrag bei MTK dann aber auch und er schloss sich so im Sommer 2021 dem Kecskeméti TE an. Hier wurde er nun zu einem wichtigen Stammspieler und schaffte mit dem Team auch als Meister in seiner ersten Saison den Aufstieg in die erste Liga. Für eine Rekordsumme von rund 500.000 € schloss er sich Ende Januar 2024 dann Debrecen an, womit er nach Ádám Bódi der teuerste Transfer des Klubs wurde.

### Nationalmannschaft
Mit der U17 und der U19 kam er jeweils einmal in einem Freundschaftsspiel zum Einsatz.
Sein Debüt im Trikot der A-Nationalmannschaft hatte er am 19. November 2023 wo er bei einem 3:1-Sieg über Montenegro in der Qualifikation für die Europameisterschaft 2024 zur 94. Minute für Ádám Nagy eingewechselt wurde.